# Portretul lui Paul Chenavard
Portretul lui Paul Chenavard este o pictură în ulei pe pânză realizată de Gustave Courbet în 1869, aflată în prezent în colecția Muzeului de Arte Frumoase din Lyon, Franța. Aceasta îl prezintă pe prietenul și colegul său artist Paul Chenavard în vârstă de 62 de ani. Probabil a fost realizat la München în timpul expoziției lui Chenavard Tragedia divină, pe care el o realizase pentru Panthéon, dar unde fusese un eșec, motiv pentru care în tablou apare această figură tristă a artistului.